# 金永光
金 永光（キム・ヨングァン、김영광、1983年6月28日 - ）は大韓民国のサッカー選手。Kリーグ1、城南FC所属。ポジションはゴールキーパー（GK）。

## 経歴
全羅南道高興郡出身。光陽製鉄高校卒業後、2002年にKリーグ、全南ドラゴンズ入団。2003 FIFAワールドユース選手権の正GKとして出場し、決勝トーナメント1回戦では日本とも対戦した。2004年にはアテネオリンピック代表に選出されるなど年代別代表に招集され、A代表でも2006年ドイツワールドカップ韓国代表に選出。2007年には、蔚山現代FCに移籍。

## 所属クラブ
- 光陽製鉄高校
- 全南ドラゴンズ 2002-2006
- 蔚山現代FC 2007-2014
  -  慶南FC 2014（期限付き移籍）
- ソウルイーランドFC 2015-2019
- 城南FC 2020-

## 代表歴

### 出場大会
- 韓国代表
  - 2006 FIFAワールドカップ
  - 2010 FIFAワールドカップ

### 試合数
- 国際Aマッチ 20試合 0得点（2004年-2012年）[2]

| 韓国代表 | 国際Aマッチ | 国際Aマッチ |
| 年       | 出場        | 得点        |
| -------- | ----------- | ----------- |
| 2004     | 3           | 0           |
| 2005     | 3           | 0           |
| 2006     | 6           | 0           |
| 2007     | 0           | 0           |
| 2008     | 2           | 0           |
| 2009     | 2           | 0           |
| 2010     | 0           | 0           |
| 2011     | 1           | 0           |
| 2012     | 3           | 0           |
| 通算     | 20          | 0           |